# Manchester United F.C. mùa bóng 1934–35
Mùa giải 1934-35 là mùa giải thứ 39 của Manchester United F.C. ở The Football League. Mùa trước, United đứng vị trí thứ 20 tức là thứ 3 từ dưới lên trên bảng xếp hạng và gần xuống hạng nhưng ở mùa giải này, Đội bóng đã đứng thứ 5 chỉ cách đội bóng lên hạng có 6 điểm.

## Giải bóng đá hạng hai Anh
| Thời gian            | Đối thủ              | H/A | Tỷ số Bt-Bb | Cầu thủ ghi bàn                         | Số lượng khán giả |
| -------------------- | -------------------- | --- | ----------- | --------------------------------------- | ----------------- |
| 25 tháng 8 năm 1934  | Bradford City        | H   | 2 – 0       | Manley (2)                              | 27,573            |
| 1 tháng 9 năm 1934   | Sheffield United     | A   | 2 – 3       | Ball, Manley                            | 18,468            |
| 3 tháng 9 năm 1934   | Bolton Wanderers     | A   | 1 – 3       | own goal                                | 16,238            |
| 8 tháng 9 năm 1934   | Barnsley             | H   | 4 – 1       | Mutch (3), Manley                       | 22,315            |
| 12 tháng 9 năm 1934  | Bolton Wanderers     | H   | 0 – 3       |                                         | 24,760            |
| 15 tháng 9 năm 1934  | Port Vale            | A   | 2 – 3       | T.J.Jones, Mutch                        | 9,307             |
| 22 tháng 9 năm 1934  | Norwich City         | H   | 5 – 0       | Cape, T.J.Jones, McLenahan, Mutch, Owen | 13,052            |
| 29 tháng 9 năm 1934  | Swansea Town         | H   | 3 – 1       | Cape (2), Mutch                         | 14,865            |
| 6 tháng 10 năm 1934  | Burnley              | A   | 2 – 1       | Cape, Manley                            | 16,757            |
| 13 tháng 10 năm 1934 | Oldham Athletic      | H   | 4 – 0       | Manley (2), McKay, Mutch                | 29,143            |
| 20 tháng 10 năm 1934 | Newcastle United     | A   | 1 – 0       | Bamford                                 | 24,752            |
| 27 tháng 10 năm 1934 | West Ham United      | H   | 3 – 1       | Mutch (2), McKay                        | 31,950            |
| 3 tháng 11 năm 1934  | Blackpool            | A   | 2 – 1       | Bryant, McKay                           | 15,663            |
| 10 tháng 11 năm 1934 | Bury                 | H   | 1 – 0       | Mutch                                   | 41,415            |
| 17 tháng 11 năm 1934 | Hull City            | A   | 2 – 3       | Bamford (2)                             | 6,494             |
| 24 tháng 11 năm 1934 | Nottingham Forest    | H   | 3 – 2       | Mutch, Hine                             | 27,192            |
| 1 tháng 12 năm 1934  | Brentford            | A   | 1 – 3       | Bamford                                 | 21,744            |
| 8 tháng 12 năm 1934  | Fulham               | H   | 1 – 0       | Mutch                                   | 25,706            |
| 15 tháng 12 năm 1934 | Bradford Park Avenue | A   | 2 – 1       | Manley, Mutch                           | 8,405             |
| 22 tháng 12 năm 1934 | Plymouth Argyle      | H   | 3 – 1       | Bamford, Bryant, Rowley                 | 24,896            |
| 25 tháng 12 năm 1934 | Notts County         | H   | 2 – 1       | Mutch, Rowley                           | 32,965            |
| 26 tháng 12 năm 1934 | Notts County         | A   | 0 – 1       |                                         | 24,599            |
| 29 tháng 12 năm 1934 | Bradford City        | A   | 0 – 2       |                                         | 11,908            |
| 1 tháng 1 năm 1935   | Southampton          | H   | 3 – 0       | Cape (2), Rowley                        | 15,174            |
| 5 tháng 1 năm 1935   | Sheffield United     | H   | 3 – 3       | Bryant, Mutch, Rowley                   | 28,300            |
| 19 tháng 1,y 1935    | Barnsley             | A   | 2 – 0       | Bryant, T.J.Jones                       | 10,177            |
| 2 tháng 2 năm 1935   | Norwich City         | A   | 2 – 3       | Manley, Rowley                          | 14,260            |
| 6 tháng 2 năm 1935   | Port Vale            | H   | 2 – 1       | T.J.Jones, Rowley                       | 7,372             |
| 9 tháng 2 năm 1935   | Swansea Town         | A   | 0 – 1       |                                         | 8,876             |
| 23 tháng 2 năm 1935  | Oldham Athletic      | A   | 1 – 3       | Mutch                                   | 14,432            |
| 2 tháng 3 năm 1935   | Newcastle United     | H   | 0 – 1       |                                         | 20,728            |
| 9 tháng 3 năm 1935   | West Ham United      | A   | 0 – 0       |                                         | 19,718            |
| 16 tháng 3 năm 1935  | Blackpool            | H   | 3 – 2       | Bamford, Mutch, Rowley                  | 25,704            |
| 23 tháng 3 năm 1935  | Bury                 | A   | 1 – 0       | Cape                                    | 7,229             |
| 27 tháng 3 năm 1935  | Burnley              | H   | 3 – 4       | Boyd, Cape, McMillan                    | 10,247            |
| 30 tháng 3 năm 1935  | Hull City            | H   | 3 – 0       | Boyd (3)                                | 15,358            |
| 6 tháng 4 năm 1935   | Nottingham Forest    | A   | 2 – 2       | Bryant (2)                              | 8,618             |
| 13 tháng 4 năm 1935  | Brentford            | H   | 0 – 0       |                                         | 32,969            |
| 20 tháng 4 năm 1935  | Fulham               | A   | 1 – 3       | Bamford                                 | 11,059            |
| 22 tháng 4 năm 1935  | Southampton          | A   | 0 – 1       |                                         | 12,458            |
| 27 tháng 4 năm 1935  | Bradford Park Avenue | H   | 2 – 0       | Bamford, Robertson                      | 8,606             |
| 4 tháng 5 năm 1935   | Plymouth Argyle      | A   | 2 – 0       | Bamford, Rowley                         | 10,767            |

| # | Câu lạc bộ        | Tr | T  | H  | B  | Bt | Bb | Hs  | Điểm |
| - | ----------------- | -- | -- | -- | -- | -- | -- | --- | ---- |
| 4 | Blackpool         | 42 | 21 | 11 | 10 | 79 | 57 | +22 | 53   |
| 5 | Manchester United | 42 | 23 | 4  | 15 | 76 | 55 | +21 | 50   |
| 6 | Newcastle United  | 42 | 22 | 4  | 16 | 89 | 68 | +21 | 48   |

## FA Cup
| Thời gian            | Vòng đấu       | Đối thủ           | H/A | Tỷ số Bt-Bb | Cầu thủ ghi bàn    | Số lượng khán giả |
| -------------------- | -------------- | ----------------- | --- | ----------- | ------------------ | ----------------- |
| 12 tháng 1 năm 1935  | Vòng 3         | Bristol Rovers    | A   | 3 – 1       | Bamford (2), Mutch | 20,400            |
| 26 Jtháng 1 năm 1935 | Vòng 4         | Nottingham Forest | A   | 0 – 0       |                    | 32,862            |
| 30 tháng 1 năm 1935  | Vòng 4 Lặp lại | Nottingham Forest | H   | 0 – 3       |                    | 33,851            |

## Thống kê cầu thủ
| Vị trí | Tên cầu thủ        | League  | League       | FA Cup  | FA Cup       | Tổng cộng | Tổng cộng    |
| Vị trí | Tên cầu thủ        | Số trận | Số bàn thắng | Số trận | Số bàn thắng | Số trận   | Số bàn thắng |
| ------ | ------------------ | ------- | ------------ | ------- | ------------ | --------- | ------------ |
| GK     | Jack Hacking       | 22      | 0            | 2       | 0            | 24        | 0            |
| GK     | Jack Hall          | 8       | 0            | 1       | 0            | 9         | 0            |
| GK     | Len Langford       | 12      | 0            | 0       | 0            | 12        | 0            |
| FB     | Jack Griffiths     | 40      | 0            | 3       | 0            | 43        | 0            |
| FB     | Tom Jones          | 27      | 0            | 2       | 0            | 29        | 0            |
| FB     | Walter McMillen    | 4       | 1            | 0       | 0            | 4         | 1            |
| FB     | Jack Mellor        | 1       | 0            | 0       | 0            | 1         | 0            |
| FB     | Billy Porter       | 15      | 0            | 1       | 0            | 16        | 0            |
| FB     | Henry Topping      | 1       | 0            | 0       | 0            | 1         | 0            |
| HB     | Tom Manley         | 30      | 9            | 1       | 0            | 31        | 9            |
| HB     | Bill McKay         | 38      | 3            | 3       | 0            | 41        | 3            |
| HB     | Hugh McLenahan     | 10      | 1            | 0       | 0            | 10        | 1            |
| HB     | William Robertson  | 36      | 1            | 3       | 0            | 39        | 1            |
| HB     | George Vose        | 39      | 0            | 3       | 0            | 42        | 0            |
| FW     | Jack Ball          | 6       | 1            | 0       | 0            | 6         | 1            |
| FW     | Tommy Bamford      | 19      | 9            | 3       | 2            | 22        | 11           |
| FW     | Billy Boyd         | 6       | 4            | 0       | 0            | 6         | 4            |
| FW     | Billy Bryant       | 24      | 6            | 2       | 0            | 26        | 6            |
| FW     | Jack Cape          | 21      | 8            | 1       | 0            | 22        | 8            |
| FW     | Ernie Hine         | 4       | 1            | 0       | 0            | 4         | 1            |
| FW     | Tommy Jones        | 20      | 4            | 2       | 0            | 22        | 4            |
| FW     | George Mutch       | 40      | 18           | 3       | 1            | 43        | 19           |
| FW     | Bill Owen          | 15      | 1            | 0       | 0            | 15        | 1            |
| FW     | Harry Rowley       | 24      | 8            | 3       | 0            | 27        | 8            |
| —      | Số bàn thắng riêng | —       | 1            | —       | 0            | —         | 1            |